# Kramatsampang
Kramatsampang is een bestuurslaag in het regentschap Brebes van de provincie Midden-Java, Indonesië. Kramatsampang telt 1190 inwoners (volkstelling 2010).